# Кубок ярмарок 1969/1970
Двенадцатый Кубок ярмарок был разыгран с 1969 по 1970 год. Кубок выиграл «Арсенал» (Лондон), обыгравший в финале «Андерлехт». Это был первый еврокубок «Арсенала» и третий (а также третий подряд) Кубок ярмарок, завоёванный английскими клубами.

## Первый раунд
| Команда #1          | Сумм.  | Команда #2          | 1й матч | 2й матч |
| ------------------- | ------ | ------------------- | ------- | ------- |
| Валюр               | 0 — 8  | Андерлехт           | 0 — 6   | 0 — 2   |
| Женесс              | 3 — 6  | Колрейн             | 3 — 2   | 0 — 4   |
| Данфермлин Атлетик  | 4 — 2  | Бордо               | 4 — 0   | 0 — 2   |
| Войводина           | 1 — 2  | Гвардия             | 0 — 1   | 1 — 1   |
| Видовре             | 1 — 4  | Порту               | 1 — 2   | 0 — 2   |
| Данди Юнайтед       | 1 — 3  | Ньюкасл Юнайтед     | 1 — 2   | 0 — 1   |
| Витория (Гимарайнш) | 2 — 1  | Баник (Острава)     | 1 — 0   | 1 — 1   |
| Русенборг           | 1 — 2  | Саутгемптон         | 1 — 0   | 0 — 2   |
| Витория (Сетубал)   | 7 — 2  | Рапид (Бухарест)    | 3 — 1   | 4 — 1   |
| Ливерпуль           | 14 — 0 | Дандолк             | 10 — 0  | 4 — 0   |
| Лас Пальмас         | 0 — 1  | Герта               | 0 — 0   | 0 — 1   |
| Ювентус             | 5 — 2  | Локомотив (Пловдив) | 3 — 1   | 2 — 1   |
| Лозанна             | 2 — 4  | Дьёр                | 1 — 2   | 1 — 2   |
| Барселона           | 6 — 0  | Б 1913              | 4 — 0   | 2 — 0   |
| Ганза               | 3 — 2  | Паниониос           | 3 — 0   | 0 — 2   |
| Интер               | 4 — 0  | Спарта (Прага)      | 3 — 0   | 1 — 0   |
| Цюрих               | 4 — 5  | Килмарнок           | 3 — 2   | 1 — 3   |
| Славия (София)      | 3 — 1  | Валенсия            | 2 — 0   | 1 — 1   |
| Мюнхен 1860         | 3 — 4  | Скейд               | 2 — 2   | 1 — 2   |
| Динамо (Бакэу)      | 7 — 0  | Флориана            | 6 — 0   | 1 — 0   |
| Шарлеруа            | 5 — 2  | Загреб              | 2 — 1   | 3 — 1   |
| Руан                | 2 — 1  | Твенте              | 2 — 0   | 0 — 1   |
| Спортинг (Лиссабон) | 6 — 2  | ЛАСК                | 4 — 0   | 2 — 2   |
| Арсенал (Лондон)    | 3 — 1  | Гленторан           | 3 — 0   | 0 — 1   |
| Карл Цейсс Йена     | 1 — 0  | Алтай               | 1 — 0   | 0 — 0   |
| Арис (Салоники)     | 1 — 4  | Кальяри             | 1 — 1   | 0 — 3   |
| Сабадель            | 3 — 5  | Брюгге              | 2 — 0   | 1 — 5   |
| Партизан            | 2 — 3  | Уйпешт              | 2 — 1   | 0 — 2   |
| Штутгарт            | 4 — 1  | Мальмё              | 3 — 0   | 1 — 1   |
| Мец                 | 2 — 3  | Наполи              | 1 — 1   | 1 — 2   |
| Ганновер 96         | 2 — 4  | Аякс (Амстердам)    | 2 — 1   | 0 — 3   |
| Винер Шпорт-Клуб    | 5 — 6  | Рух                 | 4 — 2   | 1 — 4   |

## Второй раунд
| Команда #1          | Сумм.  | Команда #2       | 1й матч | 2й матч |
| ------------------- | ------ | ---------------- | ------- | ------- |
| Андерлехт           | 13 — 4 | Колрейн          | 6 — 1   | 7 — 3   |
| Данфермлин Атлетик  | 3 — 1  | Гвардия          | 2 — 1   | 1 — 0   |
| Порту               | 0 — 1  | Ньюкасл Юнайтед  | 0 — 0   | 0 — 1   |
| Витория (Гимарайнш) | 4 — 8  | Саутгемптон      | 3 — 3   | 1 — 5   |
| Витория (Сетубал)   | 3 — 3  | Ливерпуль        | 1 — 0   | 2 — 3   |
| Герта               | 3 — 1  | Ювентус          | 3 — 1   | 0 — 0   |
| Дьёр                | 2 — 5  | Барселона        | 2 — 3   | 0 — 2   |
| Ганза               | 2 — 4  | Интер            | 2 — 1   | 0 — 3   |
| Килмарнок           | 4 — 3  | Славия (София)   | 4 — 1   | 0 — 2   |
| Скейд               | 0 — 2  | Динамо (Бакэу)   | 0 — 0   | 0 — 2   |
| Шарлеруа            | 3 — 3  | Руан             | 3 — 1   | 0 — 2   |
| Спортинг (Лиссабон) | 0 — 3  | Арсенал (Лондон) | 0 — 0   | 0 — 3   |
| Карл Цейсс Йена     | 3 — 0  | Кальяри          | 2 — 0   | 1 — 0   |
| Брюгге              | 5 — 5  | Уйпешт           | 5 — 2   | 0 — 3   |
| Штутгарт            | 0 — 1  | Наполи           | 0 — 0   | 0 — 1   |
| Аякс (Амстердам)    | 9 — 1  | Рух              | 7 — 0   | 2 — 1   |

## Третий раунд
| Команда #1        | Сумм. | Команда #2         | 1й матч | 2й матч     |
| ----------------- | ----- | ------------------ | ------- | ----------- |
| Андерлехт         | 3 — 3 | Данфермлин Атлетик | 1 — 0   | 2 — 3       |
| Ньюкасл Юнайтед   | 1 — 1 | Саутгемптон        | 0 — 0   | 1 — 1       |
| Витория (Сетубал) | 1 — 2 | Герта              | 1 — 1   | 0 — 1       |
| Барселона         | 2 — 3 | Интер              | 1 — 2   | 1 — 1       |
| Килмарнок         | 1 — 3 | Динамо (Бакэу)     | 1 — 1   | 0 — 2       |
| Руан              | 0 — 1 | Арсенал (Лондон)   | 0 — 0   | 0 — 1       |
| Карл Цейсс Йена   | 4 — 0 | Уйпешт             | 1 — 0   | 3 — 0       |
| Наполи            | 1 — 4 | Аякс (Амстердам)   | 1 — 0   | 0 — 4(д.в.) |

## Четвертьфиналы
| Команда #1      | Сумм. | Команда #2       | 1й матч | 2й матч |
| --------------- | ----- | ---------------- | ------- | ------- |
| Андерлехт       | 3 — 3 | Ньюкасл Юнайтед  | 2 — 0   | 1 — 3   |
| Герта           | 1 — 2 | Интер            | 1 — 0   | 0 — 2   |
| Динамо (Бакэу)  | 1 — 9 | Арсенал (Лондон) | 0 — 2   | 1 — 7   |
| Карл Цейсс Йена | 4 — 6 | Аякс (Амстердам) | 3 — 1   | 1 — 5   |

## Полуфиналы
| Команда #1       | Сумм. | Команда #2       | 1й матч | 2й матч |
| ---------------- | ----- | ---------------- | ------- | ------- |
| Андерлехт        | 2 — 1 | Интер            | 0 — 1   | 2 — 0   |
| Арсенал (Лондон) | 3 — 1 | Аякс (Амстердам) | 3 — 0   | 0 — 1   |

## Финал
| 22 апреля 1970                 | \| Андерлехт \| 3 — 1 \| Арсенал (Лондон) \| \| Devrindt 25′ · Mulder 30′, 74′ \| Голы \| Kennedy 82′ \| | Констант Ванден Сток, Брюссель Зрителей: 37,000 |
| Андерлехт                      | 3 — 1 | Арсенал (Лондон)                                |
| Devrindt 25′ · Mulder 30′, 74′ | Голы | Kennedy 82′                                     |

| 28 апреля 1970                        | \| Арсенал (Лондон) \| 3 — 0 \| Андерлехт \| \| Kelly 25′ · Radford 75′ · Sammels 76′ \| Голы \| \| | Хайбери, Лондон Зрителей: 51,612 |
| Арсенал (Лондон)                      | 3 — 0                                                                                               | Андерлехт                        |
| Kelly 25′ · Radford 75′ · Sammels 76′ | Голы                                                                                                |                                  |